# マネスキン
- モネスキン
- モーネスキン

マネスキン（Måneskin）は、イタリアのロックバンド。バンド名はデンマーク語で「月光」の意味。ベーシストのヴィクトリアの母親がデンマーク人であったことから、この名称に決定。

## 経歴
ローマのモンテヴェルデにある同じリチェオ（中等学校）の生徒で、2016年にバンド活動を始め、元の女性ボーカルと入れ替わる形でダミアーノが加入。最初はローマのコッリ・ポルトゥエンシ通りやコルソ通りを含むローマ歴史地区でストリートミュージシャンとして演奏した。
2017年にイタリアのコンテスト番組『Xファクターイタリア』の第11シーズンに出場し、2位を獲得した後、名声を博した。
2021年に「Zitti e buoni」という曲をもってサンレモ音楽祭2021で優勝し、その後イタリア代表としてユーロビジョンソングコンテスト2021に出場し、合計524点で優勝した。
2022年8月20日・21日にSUMMER SONIC 2022に出演の為、初来日。また『SUMMER SONIC EXTRA』と題し、2022年8月18日に豊洲PITにて初単独公演も開催した。

## メンバー
| 名前                                               | 生年月日              | 担当     |
| -------------------------------------------------- | --------------------- | -------- |
| ダミアーノ・ダヴィド Damiano David                 | 1999年1月8日（26歳）  | ボーカル |
| ヴィクトリア・デ・アンジェリス Victoria De Angelis | 2000年4月28日（25歳） | ベース   |
| トーマス・ラッジ Thomas Raggi                      | 2001年1月18日（24歳） | ギター   |
| イーサン・トルキオ Ethan Torchio                   | 2000年10月8日（24歳） | ドラム   |

## 人物
2021年2月のコリエーレ・デラ・セラでのインタビューで、ヴィクトリアはバイセクシュアルと自称した。また、ダミアーノは女優のダヴ・キャメロンと交際している。
ヴィクトリアがいつもテープで乳首を隠して、トップレスの衣装でライブ・パフォーマンスを行うことについて、本人は「誰しもが自分らしくいられるべきで、自分が好きな見た目であっていい」と思っているものの、「女性の身体というのはいつだって性的に見られて（来た）」と言い、「それは最悪なこと」で「乳首を隠さざるを得ない」理由だと説明。本当は乳首さえ出していたいほどだという。2022年、サマーソニックの大阪ステージでは、途中でテープが剥がれたまま演奏している。
メンバーが日本のアニメファンを公言しており、グッズも多数所持していると言う。来日時のライブでは、『進撃の巨人』の「心臓を捧げよ!」をアカペラで披露している。またダミアーノは『BEASTARS』の読者であり、来日時に対面した縁から、作者の板垣巴留によるコラボイラストが描き下ろされた。

## 楽器
- ヴィクトリアの使うベースは、ダンエレクトロ社のロングホーンで、カスタムで星を入れている[動画 1]。

## ディスコグラフィ

### アルバム
- Chosen (2017)

- Il ballo della vita（2018）
- Teatro d'ira: Vol. 1[17]（2021）（第14回CDショップ大賞2022 洋楽賞受賞作品[18]）
- Rush!（2023)

### シングル
- Chosen（2017）
- Morirò da re（2018）
- Torna a casa（2018）
- Fear for Nobody（2019）
- L'altra dimensione（2019）
- Le parole lontane（2019）
- VENT'ANNI（2020）
- Stato di natura（フランチェスカ・ミキエリン feat. モーネスキン、2020)
- ZITTI E BUONI（2021）
- ZITTI E BUONI (Eurovision Version) (2021)
- MAMMAMIA (2021)
- SUPERMODEL(2022)
- THE LONELIEST (2023)
- HONEY (ARE U COMING?) (2023)

## フィルモグラフィ

### 映画
- This Is Måneskin（2018年）

### アニメ
- 鬼武者 (2023年、Netflix)「THE LONELIEST」[19]

## 来日公演
- SUMMER SONIC EXTRA - 2022年8月18日 豊洲PIT[20][21]
- SUMMER SONIC 2022 - 2022年8月20日 ZOZOマリンスタジアム、8月21日 舞洲SONIC PARK[22][23]
- RUSH! WORLD TOUR - 2023年12月2日・3日 有明アリーナ、12月5日 東京ガーデンシアター、12月7日 神戸ワールド記念ホール[24]
- SUMMER SONIC 2024 - 2024年8月17日 ZOZOマリンスタジアム、8月18日 万博記念公園[25]

### 動画
1. ↑  『Måneskinが「最も検索された質問」に答える | Autocomplete Interview | WIRED Japan』2024年8月16日。2025年7月27日閲覧。